# افرای برگ‌چرمی
افرای برگ‌چرمی (نام علمی: Acer coriaceifolium) نام یک گونه از سرده افرا است.